# Ginyanga (Sprache)
Ginyanga (auch: Agnagan, Anyanga, Genyanga) ist die Sprache des Volkes  Anyanga. Die Anyanga leben im Togo.
Insgesamt wird die Zahl der Sprecher des Ginyanga auf ca. 12.500 Sprecher geschätzt.
Die Ginyanga-Sprecher leben in Togo in der Region Centrale in der Präfektur Blitta westlich und südlich des Ortes Blitta. Ginyanga weist eine Lexikarische Übereinstimmung von 75 Prozent mit Gichode auf.